# ترابری ریلی در تاجیکستان

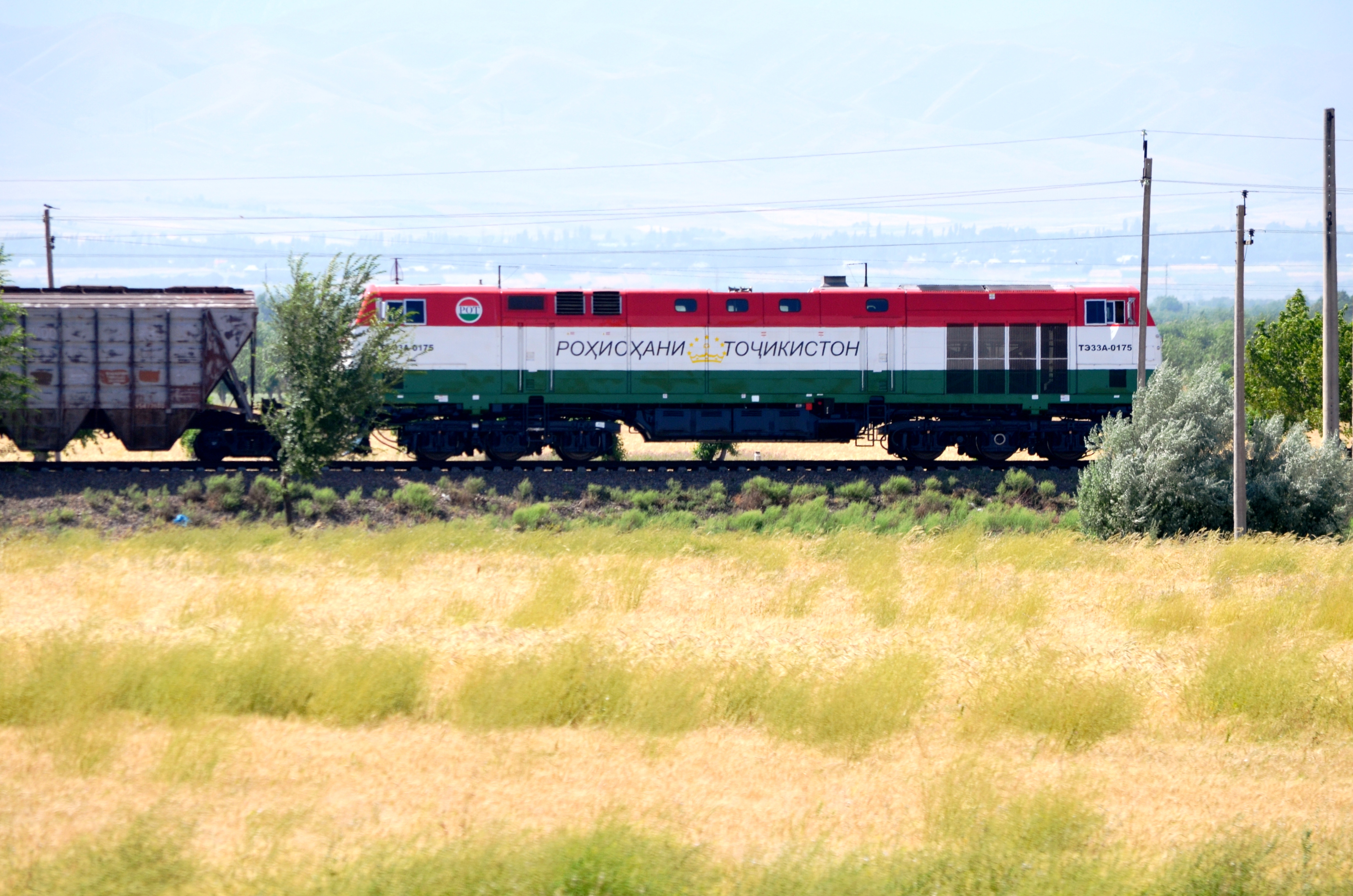
قطار راه‌آهن تاجیکستان با لوکوموتیو TE33A

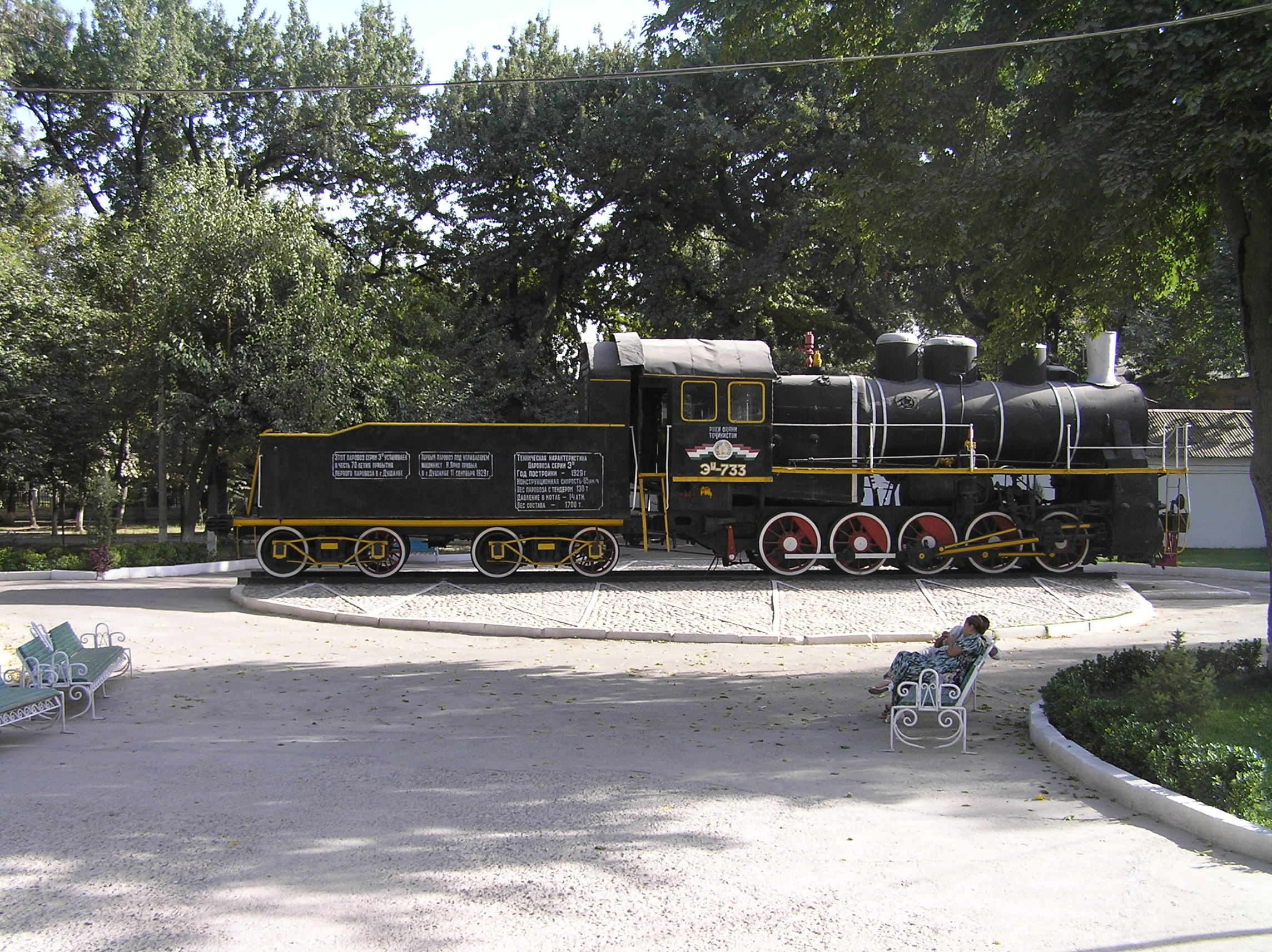
EU 733 ۰-۱۰-۰ در پارکی نزدیک ایستگاه راه‌آهن اصلی دوشنبه، تاجیکستان

ترابری ریلی در تاجیکستان به دلیل ساختار راه‌آهن در مجموع تنها ۶۸۰ کیلومتر (۴۲۰ مایل) خط راه‌آهن غیر برقی تک‌خط، و در مجموع ۱٬۵۲۰ mm (4 ft 11 27⁄32 in) (به صورت broad gauge) محدود می‌باشد. ساختار ریلی تاجیکستان مراکز شهری اصلی غرب تاجیکستان را با نقاط مرزی با ازبکستان متصل می‌کند. در سال ۱۹۹۹ میلادی یک خط جدید شهرهای جنوبی باختر و کولاب را به هم متصل کرد. در سال ۲۰۱۶ میلادی، خط دیگری هر دو شهر را به دوشنبه پایتخت متصل کرد و بدین ترتیب شبکه‌های راه‌آهن جنوبی و مرکزی به یکدیگر متصل شدند. شاخهٔ شمالی راه‌آهن در اطراف خجند به‌طور فیزیکی به این شبکهٔ اصلی راه‌آهن تاجیکستان قطع شده‌است و فقط از طریق یک ترانزیت طولانی از طریق ازبکستان قابل دسترسی است. از سال ۲۰۱۷ میلادی، خدمات مسافری محدود به قطارهای بین‌المللی غیرمتداول از دوشنبه و خجند به مسکو، یک قطار هفتگی از دوشنبه به خجند (از طریق ازبکستان) و همچنین یک سرویس محلی بین دوشنبه و پخته‌آباد (روزانه) و کولاب/شهر توس (هفتگی دو بار) است.
سیستم راه‌آهن در تاجیکستان توسط شرکت دولتی راه‌آهن تاجیکستان مدیریت می‌شود.

## مشکلات
ترابری مسافر از طریق تاجیکستان به دلیل کوتاهی دوره‌ای راه‌آهن تاجیکستان در پرداخت تعرفه‌های حمل‌ونقل و مسائل ایمنی با مشکل مواجه شده‌است.

## نوسازی
توافقنامه اخیر بین سران کشورهای پاکستان، تاجیکستان و افغانستان، بخش‌هایی از سیستم ریلی تاجیکستان را نوسازی می‌کند تا تجارت بیشتر بین کشورهای آسیای مرکزی امکان‌پذیر شود.